# 松江市営補助競技場
松江市営補助競技場（まつえしえいほじょきょうぎじょう）は、島根県松江市にある松江総合運動公園内にある多目的競技場。松江市営陸上競技場の付属施設である。

## 概要
- 敷地面積：18550㎡
- 夜間照明：4基（200ルクス以上）

### 競技施設
- 全天候型舗装
- トラック 2コース（1周435m）
- 直走路部分 3コース（130m）
- JFA公認人工芝ピッチ
  - サッカーコート 1面（105m×68m）
  - フットサルコート 2面（38m×18m）

## 交通
- 電車：JR松江駅からバス約20分「運動公園前」下車徒歩3分
- 車：山陰自動車道・松江中央ICから3分